# 米州カノン的合法正教会常設主教会議
米州カノン的合法正教会常設主教会議（英語: Standing Conference of the Canonical Orthodox Bishops in the Americas, 略称: SCOBA）は正教会の教会組織。カノン上合法な正教会組織間の協力関係を促進する事を目指し、米州における教育・慈善・宣教活動の情報交換機関として活動していた。
SCOBAのメンバーは南北アメリカにある正教会の大主教・府主教・主教達から構成された。これらの主教品が管轄する教区はギリシャ正教の古い総主教庁であるコンスタンディヌーポリ総主教庁（全地総主教庁、トルコ・イスタンブール）、アンティオキア総主教庁（シリア・ダマスカス）、アレクサンドリア総主教庁（エジプト）、エルサレム総主教庁、さらにモスクワ総主教庁、およびこれらとキノニア関係にある諸教会と、相互にキノニア関係にあった。これら諸教会とキノニア関係を保ちつつも、SCOBAには所属していない教会組織・教区（例えば在外ロシア正教会）も存在した。
米州カノン的合法正教会常設主教会議は北中米カノン的合法正教会主教会議に継承され、発展的に解消された。

## 教会組織・教区
（五十音順）
- アメリカ正教会（英語: Orthodox Church in America） - 北米における唯一の独立正教会。ただしその独立正教会としての地位は全地総主教庁からは承認されていない。
- アメリカ・ウクライナ正教会（英語: Ukrainian Orthodox Church of the USA） - 全地総主教庁の下にある教区
- アメリカ・カルパト=ロシアン正教会主教区（英語: American Carpatho-Russian Orthodox Diocese） - 全地総主教庁の下にある主教区。
- アルバニア正教会アメリカ主教区（英語: Albanian Orthodox Diocese of America） - 全地総主教庁の下にある主教区。アメリカ正教会の下にある大主教区であるアルバニア正教大主教区（英語: Albanian Orthodox Archdiocese in America）とは別。
- アンティオキア正教会北米大主教区（英語: Antiochian Orthodox Christian Archdiocese of North America） - アンティオキア総主教庁の庇護下にある自治正教会
- ギリシャ正教北米大主教区（英語: Greek Orthodox Archdiocese of America） - 全地総主教庁の下にある大主教区。
- 在米加セルビア正教会（英語: Serbian Orthodox Church in the USA and Canada） - セルビア総主教庁の下にある大主教区
- ブルガリア東方正教会アメリカ・カナダ・オーストラリア主教区（英語: Bulgarian Eastern Orthodox Church Diocese of America, Canada and Australia） - ブルガリア総主教庁の下にある主教区
- モスクワ総主教庁在米教会（英語: Moscow Patriarchal parishes in the USA） - モスクワ総主教庁の直轄教会群
- ルーマニア正教アメリカ・カナダ大主教区（英語: Romanian Orthodox Archdiocese in America and Canada） - ルーマニア総主教庁の下にある大主教区

## 機関
SCOBAの主要な機関一覧。設立年代順。
- 正教教育委員会（英語: The Orthodox Christian Education Commission (OCEC), 1960年設立）
- 東方正教会ボーイスカウト委員会（英語: The Eastern Orthodox Committee on Scouting (EOCS), 1960年設立）
- 正教奨学会（英語: The Orthodox Christian Fellowship (OCF), 1965年, 2001年設立）
- 国際正教慈善事業（英語: International Orthodox Christian Charities, 1992年設立）
- 正教宣教センター（英語: The Orthodox Christian Mission Center, 1994年設立）
- 正教ネットワーク（英語: The Orthodox Christian Network (OCN), 2003年設立）